# Saison 2011-2012 des Bulls de Chicago
La saison 2011-2012 des Bulls de Chicago est la 46e saison de basket-ball de la franchise américaine de la National Basketball Association (généralement désignée par le sigle NBA).
Les Bulls ont terminé la saison raccourcie avec un bilan de 50-16 et se sont classés au premier rang de la Conférence Est pour une seconde saison consécutive. Chicago a commencé sa série de playoffs le 28 avril, prenant le match 1 du premier tour contre les 76ers de Philadelphie au United Center. Cependant, cette victoire est entachée par la blessure du meneur et ancien MVP, Derrick Rose, qui s'est déchiré le ligament croisé antérieur dans les dernières minutes du match. Chicago va alors perdre la série 2-4 face à Philadelphie et est devenu la 5e équipe, leader de conférence, de l'histoire des playoffs à perdre contre le 8e de sa conférence, après les SuperSonics de Seattle en 1994, le Heat de Miami en 1999, les Mavericks de Dallas en 2007 et les Spurs de San Antonio en 2011.

## Draft
| Tour | Choix | Joueur         | Poste | Nationalité | Provenance            |
| ---- | ----- | -------------- | ----- | ----------- | --------------------- |
| 1    | 23    | Nikola Mirotić | F     | Espagne     | Real Madrid (Espagne) |
| 1    | 30    | Jimmy Butler   | G/F   | États-Unis  | Marquette             |

## Chronologie
- 23 juin: La NBA Draft 2011 a lieu au  Prudential Center de Newark, New Jersey.
- 1er novembre: le premier match de la saison des Bulls contre les Mavericks de Dallas est annulé à cause du lockout.
- 25 décembre: le premier match de la saison des Bulls a lieu chez les Lakers de Los Angeles et se solde par une victoire à l'extérieur de Chicago 88 à 87.

## Effectif

### Composition équipe
| Pos. | Cinq de départ   | Banc          | Reserve          | Inactifs       |
| ---- | ---------------- | ------------- | ---------------- | -------------- |
| Pi   | Joakim Noah      | Ömer Aşık     |                  |                |
| AiF  | Carlos Boozer    | Taj Gibson    | Brian Scalabrine |                |
| Ai   | Luol Deng        | Kyle Korver   | Jimmy Butler     |                |
| Ar   | Richard Hamilton | Ronnie Brewer | Rasual Butler    |                |
| Me   | Derrick Rose     | C. J. Watson  |                  | John Lucas III |

## Classements de la saison régulière
| Conférence Est | Conférence Est         | Conférence Est | Conférence Est | Conférence Est | Conférence Est |  |
| No             | Franchise              | V              | D              | PCT            | GB             |  |
| -------------- | ---------------------- | -------------- | -------------- | -------------- | -------------- |  |
| 1              | Bulls de Chicago       | 50             | 16             | 75,8 %         | -              |  |
| 2              | Heat de Miami          | 46             | 20             | 69,7 %         | 04.0           |  |
| 3              | Pacers de l'Indiana    | 42             | 24             | 63,6 %         | 08.0           |  |
| 4              | Celtics de Boston      | 39             | 27             | 59,1 %         | 11.0           |  |
| 5              | Hawks d'Atlanta        | 40             | 26             | 60,6 %         | 10.0           |  |
| 6              | Magic d'Orlando        | 37             | 29             | 56,1 %         | 13.0           |  |
| 7              | Knicks de New York     | 36             | 30             | 54,5 %         | 14.0           |  |
| 8              | 76ers de Philadelphie  | 35             | 31             | 53,0 %         | 15.0           |  |
|                |                        |                |                |                |                |  |
| 9              | Bucks de Milwaukee     | 31             | 35             | 47,0 %         | 19.0           |  |
| 10             | Pistons de Détroit     | 25             | 41             | 37,9 %         | 25.0           |  |
| 11             | Raptors de Toronto     | 23             | 43             | 34,8 %         | 27.0           |  |
| 12             | Nets du New Jersey     | 22             | 44             | 33,3 %         | 28.0           |  |
| 13             | Cavaliers de Cleveland | 21             | 45             | 31,8 %         | 29.0           |  |
| 14             | Wizards de Washington  | 20             | 46             | 29,2 %         | 30.0           |  |
| 15             | Bobcats de Charlotte   | 7              | 59             | 10,6 %         | 43.0           |  |

| Division Centrale      | V  | D  | PCT    | GB   | Dom   | Ext   | Div  | Conf  |
| ---------------------- | -- | -- | ------ | ---- | ----- | ----- | ---- | ----- |
| Bulls de Chicago       | 50 | 16 | 75,8 % | -    | 26-7  | 24-9  | 13-1 | 38-10 |
| Pacers de l'Indiana    | 42 | 24 | 63,6 % | 8.0  | 23-10 | 19-14 | 9-4  | 29-19 |
| Bucks de Milwaukee     | 31 | 35 | 47,0 % | 19.0 | 17-16 | 14-19 | 7-8  | 24-24 |
| Pistons de Détroit     | 25 | 41 | 37,9 % | 25.0 | 18-15 | 7-26  | 4-11 | 20-28 |
| Cavaliers de Cleveland | 21 | 45 | 31,8 % | 29.0 | 11-22 | 10-23 | 3-12 | 13-35 |

## Statistiques

### Saison régulière
| Joueur           | MJ | MC | MPG  | FG%  | 3P%  | FT%  | RPG | APG | SPG  | BPG  | PPG  |
| ---------------- | -- | -- | ---- | ---- | ---- | ---- | --- | --- | ---- | ---- | ---- |
| Ömer Aşık        | 66 | 2  | 14.7 | .506 | .000 | .456 | 5.3 | 0.5 | 0.45 | 1.03 | 3.1  |
| Carlos Boozer    | 66 | 66 | 29.5 | .532 | .000 | .693 | 8.5 | 1.9 | 0.95 | 0.36 | 15.0 |
| Ronnie Brewer    | 66 | 43 | 24.8 | .427 | .275 | .560 | 3.5 | 2.1 | 1.09 | 0.32 | 6.9  |
| Jimmy Butler     | 42 | 0  | 8.5  | .405 | .185 | .768 | 1.3 | 0.3 | 0.26 | 0.12 | 2.6  |
| Luol Deng        | 54 | 54 | 39.4 | .412 | .367 | .770 | 6.5 | 2.9 | 1.04 | 0.67 | 15.3 |
| Taj Gibson       | 63 | 0  | 20.4 | .495 | .000 | .622 | 5.3 | 0.7 | 0.43 | 1.29 | 7.7  |
| Richard Hamilton | 28 | 28 | 24.9 | .452 | .370 | .784 | 2.4 | 3.0 | 0.43 | 0.04 | 11.6 |
| Mike James       | 11 | 0  | 10.9 | .408 | .600 | .875 | 0.9 | 2.6 | 0.36 | 0.18 | 4.8  |
| Kyle Korver      | 65 | 7  | 22.6 | .432 | .435 | .833 | 2.4 | 1.7 | 0.55 | 0.23 | 8.1  |
| John Lucas       | 49 | 2  | 14.8 | .399 | .393 | .867 | 1.6 | 2.2 | 0.39 | 0.02 | 7.5  |
| Joakim Noah      | 64 | 64 | 30.4 | .508 | .000 | .748 | 9.8 | 2.5 | 0.64 | 1.44 | 10.2 |
| Derrick Rose     | 39 | 39 | 35.3 | .435 | .312 | .812 | 3.4 | 7.9 | 0.90 | 0.72 | 21.8 |
| Brian Scalabrine | 28 | 0  | 4.4  | .467 | .143 | .500 | 0.8 | 0.5 | 0.18 | 0.21 | 1.1  |
| C. J. Watson     | 49 | 25 | 23.7 | .368 | .393 | .808 | 2.1 | 4.1 | 0.92 | 0.16 | 9.7  |

### Playoffs
| Joueur           | MJ | MC | MPG  | FG%  | 3P%  | FT%   | RPG | APG | SPG | BPG | PPG  |
| ---------------- | -- | -- | ---- | ---- | ---- | ----- | --- | --- | --- | --- | ---- |
| Ömer Aşık        | 6  | 3  | 21.3 | .500 |      | .353  | 4.7 | 1.3 | .2  | 1.6 | 3.3  |
| Carlos Boozer    | 6  | 6  | 33.3 | .422 |      | .714  | 9.8 | 3.0 | .8  | .3  | 13.5 |
| Ronnie Brewer    | 5  | 0  | 16.6 | .250 |      | .000  | 3.8 | 1.8 | .8  | .2  | 1.6  |
| Jimmy Butler     | 3  | 0  | 1.3  |      |      |       | .0  | .0  | .0  | .0  | .0   |
| Luol Deng        | 6  | 6  | 38.0 | .456 | .364 | .571  | 8.3 | 1.5 | .8  | 1.5 | 14.0 |
| Taj Gibson       | 6  | 0  | 22.8 | .457 |      | .682  | 6.5 | .7  | .7  | 1.7 | 9.5  |
| Richard Hamilton | 6  | 6  | 28.5 | .414 | .333 | .818  | 3.2 | 3.0 | .2  | .0  | 13.0 |
| Kyle Korver      | 6  | 0  | 15.7 | .409 | .308 | .500  | 1.7 | 1.5 | .5  | .5  | 3.8  |
| John Lucas       | 5  | 0  | 18.8 | .450 | .385 | 1.000 | 1.4 | 1.8 | .0  | .0  | 8.6  |
| Joakim Noah      | 3  | 3  | 15.0 | .731 |      | .636  | 9.3 | 3.0 | .7  | 1.3 | 15.0 |
| Derrick Rose     | 1  | 1  | 37.0 | .391 | .500 | 1.000 | 9.0 | 9.0 | 1.0 | 1.0 | 23.0 |
| C. J. Watson     | 6  | 5  | 27.3 | .241 | .250 | .750  | 2.2 | 5.5 | .8  | .0  | 7.3  |

## Récompenses
- Le 16 janvier, Derrick Rose est nommé joueur de la semaine de la conférence Est.
- Tom Thibodeau est nommé entraîneur du mois de décembre-janvier, ainsi que pour le mois de mars[3].

### All-Star
- Derrick Rose est sélectionné pour la 3e fois pour le NBA All-Star Game.
- Luol Deng est élu All-Star pour la première fois.
- Tom Thibodeau est l'entraîneur pour la conférence Est, pour le match du NBA All-Star Game.

## Transactions

### Résumé
| Arrivées Via draft - Jimmy Butler Via free agency - Richard Hamilton - Mike James | Départs Via free agency - Rasual Butler - Kurt Thomas Libéré - Keith Bogans - Jannero Pargo |

### Échanges
| 23 juin | Vers les Bulls de Chicago Droits sur Nikola Mirotić | Vers les Timberwolves du Minnesota Droits sur Norris Cole Droits sur Malcolm Lee Compensation financière |

### Agents libres
| Arrivées         | Arrivées             | Arrivées           |
| Joueur           | Date de la signature | Ancienne équipe    |
| ---------------- | -------------------- | ------------------ |
| Richard Hamilton | 14 décembre          | Pistons de Détroit |
| Mike James       | 5 avril              | Bulls de Chicago   |

| Départs     | Départs              | Départs                   |
| Joueur      | Date de la signature | Ancienne équipe           |
| ----------- | -------------------- | ------------------------- |
| Kurt Thomas | 11 décembre          | Trail Blazers de Portland |